# Kwoniella mangrovensis
Kwoniella mangrovensis är en svampart som beskrevs av Statzell, Belloch & Fell 2008. Kwoniella mangrovensis ingår i släktet Kwoniella, ordningen gelésvampar, klassen Tremellomycetes, divisionen basidiesvampar och riket svampar.   Inga underarter finns listade i Catalogue of Life.